# Urko (fábrica de armas)
A Urko foi uma fabricante de armas de fogo e pressão que possuia sua sede na cidade de São Paulo, Brasil, no bairro do Tatuapé.
Não se sabe exatamente quando iniciou a produção de armas ou se tinha alguma relação com a homônima fabricante de armas espanhola Urko. Nos registros disponíveis na internet pela Receita Federal do Brasil, sua abertura consta no ano de 1966.
Foi muito popular nas décadas de 70 e 80 por suas armas de baixo custo, e muito conhecida por suas armas de pressão em calibre 4.5mm, rifles de ferrolho em calibre .22 LR e pela sua carabina calibre .38 Special que foi utilizada pelo DOPS da Policia Civil do Estado de São Paulo nas décadas de 70 e 80. Suas armas eram muito utilizadas por atiradores iniciantes, civis, empresas de vigilância privada e transportes de valores.
O guerrilheiro Carlos Lamarca, na época, capitão do Exército Brasileiro, apareceu em diversas fotos em 1968 portando um rifle Urko calibre .22 LR enquanto dava instrução de tiro para bancários do Bradesco, na época, ele atuava dando treinamento para os bancários se defenderem em caso de assaltos as agências em que trabalhavam.
Existem poucas informações sobre esta fabricante, porém se sabe que foi tida como cult por muitos atiradores durante muito tempo devido a suas armas de baixo custo e com acabamento não padronizado, deixando a desejar em qualidade muitas vezes. Acredita-se que foi fechada em meados dos anos 2000, devido as crescentes restrições a armas de fogo no Brasil. Alguns anos depois, seu antigo dono fundou a Fiora Esportes, fabricante de armas de pressão também baseada em São Paulo.

## Modelos fabricados

Carlos Lamarca dando instrução de tiro para funcionárias do Bradesco, na mão da funcionária, um rifle semi-automático da Urko.

A Urko fabricava carabinas e pistolas de pressão, além de armas de fogo, principalmente carabinas e espingardas em calibre .22 Long Rifle e .38 Special em versões de ação a ferrolho (lever action) e semi-automáticas. Alguns dos modelos fabricados foram:

### Armas de pressão
- Carabinas Urko modelo I, II e III (em 4.5mm e 5.5mm)
- Pistola Urko Tiger (em 4.5mm)

### Armas de fogo
- Carabina Urko semi-automática (em .22LR e .38SPL)
- Espingardas de ferrolho Urko (em .22LR e .38SPL)